# Jiménez kommun, Tamaulipas
Jiménez är en kommun i Mexiko.   Den ligger i delstaten Tamaulipas, i den centrala delen av landet, 500 km norr om huvudstaden Mexico City. Antalet invånare är 8 338. Arean är 1 715 kvadratkilometer.
Terrängen i Jiménez är platt åt sydost, men åt nordväst är den kuperad.
Följande samhällen finns i Jiménez:
- Santander Jiménez
- La Fe del Golfo
- Campesinos Insurgentes
- Mariano Escobedo
- Juan Báez Guerra
- José Silva Sánchez
- Benito Juárez